# Donatien Mavoungou
Pour les articles homonymes, voir Mavoungou.
 (janvier 2020).
Si vous disposez d'ouvrages ou d'articles de référence ou si vous connaissez des sites web de qualité traitant du thème abordé ici, merci de compléter l'article en donnant les références utiles à sa vérifiabilité et en les liant à la section « Notes et références ».
Donatien Mavoungou est un médecin, professeur et chercheur gabonais né le 28 août 1947 à Ndendé dans le département de la Dola (sud du Gabon) et mort le 4 février 2020 à Libreville (Gabon)[réf. nécessaire]. 
Il est l'inventeur du DM28-IMMUNOREX (anciennement dénommé IM28-IMMUNOR). 

## Formation
Donatien Mavoungou est détenteur d'un doctorat en biochimie, soutenu en 1986 à l'Université Claude-Bernard-Lyon-I sous la direction du Professeur Georges Michel.

## Honneurs
En 2007, le CNRS français (Centre national de la recherche scientifique) a honoré sa carrière de trente années de recherche dans le domaine des maladies cardiovasculaires[réf. nécessaire].
En 2008, à Nuremberg (Allemagne), il se voit décerner, à l'occasion de la deuxième conférence internationale sur les Magics Bullets (médicaments innovants), le prix Special Gift of Nobel Prize Paul Ehrlich Laboratory en reconnaissance pour ses travaux débutés en 1998 sur une nouvelle approche thérapeutique anti-VIH en immunothérapie[réf. nécessaire]. Il est récipiendaire du prix scolarship de la conférence internationale sur le Sida en Afrique (Ouagadougou 2001)[réf. nécessaire].
Il est aussi récipiendaire de deux prix, The Blue Ribbon et l'Award du GlaxoSmithKline, à l'occasion de la  vingt-deuxième conférence internationale sur l'hypertension artérielle à Orlando (USA) en 2005 (The Blue Ribbon Presentation est décerné à la communication la plus utile de l'année)[réf. nécessaire].
Il est enfin récipiendaire du prix Senior Medical Fellowship Award décerné par l'International Society on Hypertension in Blacks (ISHIB) en reconnaissance pour l'ensemble de ses travaux de recherche[réf. nécessaire].
En 1998, nommé Académicien au sein de l'académie biomédicale et des technologies de l'UNESCO à Paris, afin de représenter le continent Africain. 
Donatien Mavoungou est membre de plusieurs sociétés savantes internationales[réf. nécessaire].
Le 12 décembre 2011, invité à Paris à l'occasion de la réunion du Comité scientifique de l'Institut international pour le développement et le soutien à la recherche scientifique innovante (IIDSRSI) basé en France et présidé par Jean-Claude Chermann (rétrovirologue et codécouvreur du virus VIH en 1983 à l'Institut Pasteur), le Pr Mavoungou présente ses travaux sur son procédé de renforcement du système immunitaire anti-VIH. À la suite de cette présentation, l'ensemble des membres du comité scientifique décidèrent à l'unanimité, au vu des résultats obtenus, d'apporter un soutien à ce programme de recherche prometteur dans la lutte contre le VIH/SIDA.
Ce produit, le médicament DM28-IMMUNOREX contre le Sida et maladies opportunistes, très controversé, a fait l'objet d'une suspension de commercialisation à la suite de la publication par Science et Avenir d'un article le pointant comme un faux médicament, faisant l'objet d'un trafic entre la France et l'Afrique. Cette publication a été suivie par de nombreuses alertes, notamment par l'Onusida, qui ont conduit le ministère de la santé de la République démocratique du Congo à décider, le 19 janvier 2017, de suspendre temporairement l'autorisation de mise sur le marché (AMM) du produit.
L'Immunorex est interdit dans de nombreux pays faute d'autorisation de mise sur le marché.

## Ouvrages
- 1986 : Thèse de doctorat soutenue sous la direction de Georges Michel: Hypertension et protéines de transport de l'aldostérone et du sulfate de DHEA - Lyon I[6]
- 2019 : IMMUNOREX-DM28 - Approche thérapeutique anti-VIH par le contrôle du Stress Oxydatif " Edition Thierry Sajat. Paris. Auteur Pr. Donatien Mavoungou